# Keti
Qeti là một đô thị thuộc tỉnh Shirak, Armenia. Dân số ước tính năm 2011 là 1095 người.